# Maurs (tổng)
Tổng Maurs là một tổng thuộc tỉnh Cantal trong vùng Auvergne-Rhône-Alpes.

## Địa lý
Tổng này được tổ chức xung quanh Maurs ở quận Aurillac. Độ cao khu vực này dao động từ 233 m (Saint-Santin-de-Maurs) đến 702 m (Saint-Antoine) với độ cao trung bình 407 m.

## Hành chính
| Giai đoạn | Ủy viên           | Đảng | Tư cách                                         |
| --------- | ----------------- | ---- | ----------------------------------------------- |
| 2004-2010 | François Vermande | UMP  | Phó chủ tịch tổng hội đồng Phó thị trưởng Maurs |

## Các đơn vị trực thuộc
Tổng Maurs gồm 14 xã với dân số 6 159 người (điều tra dân số năm 1999, dân số không tính trùng)
| Xã                      | Dân số | Mã bưu chính | Mã insee |
| ----------------------- | ------ | ------------ | -------- |
| Boisset                 | 653    | 15600        | 15021    |
| Fournoulès              | 83     | 15600        | 15071    |
| Leynhac                 | 386    | 15600        | 15104    |
| Maurs                   | 2 253  | 15600        | 15122    |
| Montmurat               | 133    | 15600        | 15133    |
| Mourjou                 | 354    | 15340        | 15136    |
| Quézac                  | 323    | 15600        | 15157    |
| Rouziers                | 122    | 15600        | 15167    |
| Saint-Antoine           | 133    | 15220        | 15172    |
| Saint-Constant          | 553    | 15600        | 15181    |
| Saint-Étienne-de-Maurs  | 622    | 15600        | 15184    |
| Saint-Julien-de-Toursac | 105    | 15600        | 15194    |
| Saint-Santin-de-Maurs   | 340    | 15600        | 15212    |
| Le Trioulou             | 99     | 15600        | 15242    |

## Biến động dân số
| 1962                                                     | 1968  | 1975  | 1982  | 1990  | 1999  |
| -------------------------------------------------------- | ----- | ----- | ----- | ----- | ----- |
| 7 246                                                    | 7 707 | 7 462 | 7 124 | 6 655 | 6 159 |
| Nombre retenu à partir de 1962 : dân số không tính trùng |       |       |       |       |       |